# Nowy cmentarz żydowski w Wyszogrodzie
Nowy cmentarz żydowski w Wyszogrodzie – kirkut mieścił się przy ulicy Niepodległości. Powstał w 1830 roku. Znajduje się w południowo-wschodniej części miasta, po wschodniej stronie nekropoli rzymskokatolickiej. Na powierzchni 0,2 hektarów zachowały się zaledwie 2 macewy. Teren kirkutu nie jest ogrodzony. Podczas II wojny światowej naziści zdewastowali nekropolię. Macewy wykorzystali jako materiał brukarski. Cmentarz po wojnie został zadrzewiony. W 1989 roku z inicjatywy Alexa Gmacha wystawiono bramę i pomnik poświęcony pamięci wyszogrodzkich Żydów zamordowanych podczas Holocaustu.